# 張中蘊
张中蕴（？—？），浙江温州府永嘉县军籍。

## 生平
万历四十三年（1615年）乙卯科浙江乡试举人，四十七年（1619年）己未科進士，四十八年知怀远县，性亢直，居官不携眷属，一绨袍数年不易。调建阳县，历知凤阳府。